# Интерпретация Пенроуза
Интерпретация Пенроуза - предположение Роджера Пенроуза о взаимосвязи между квантовой механикой и общей теорией относительности. Пенроуз предположил, что квантовое состояние находится в суперпозиции до тех пор, пока кривизна пространства-времени не достигнет значительного уровня.

## Обзор
Интерпретация Пенроуза вдохновлена квантовой гравитацией. Это альтернатива копенгагенской интерпретации, в которой коллапс волновой функции происходит в момент наблюдения, и многомировой интерпретации, которая утверждает, что альтернативные исходы также существуют, но ненаблюдаемы из-за декогеренции.
Эта интерпретация является теорией объективного коллапса. В этих теориях волновая функция испытывает коллапс как объективный процесс, при этом наблюдатели не играют никакой особой роли. Пенроуз полагает, что волновая функция не может находиться в суперпозиции за пределами определенной разности энергий между квантовыми состояниями. Эту разницу он называет "уровнем одного гравитона" (по всей видимости имеется в виду планковская масса). Несмотря на трудности точного определения, он предполагает, что базовые состояния, в которых происходит коллапс, должны описываться стационарными решениями уравнения Шредингера-Ньютона. Недавние работы указывают на все более глубокую взаимосвязь между квантовой механикой и гравитацией.

## Последствия
Признавая, что волновые функции физически реальны, Пенроуз считает, что материя может существовать в нескольких местах одновременно. По его мнению, макроскопическая система вроде человека не может существовать более чем в одном месте в течение измеримого времени из-за большой разности энергий. Микроскопическая система вроде электрона может существовать в нескольких местах значительно дольше (вплоть до нескольких тысяч лет), пока ее "размазывание" не достигнет порога коллапса.
Для проверки этой гипотезы Пенроуз предложил эксперимент FELIX, в котором рентгеновский лазер в космосе направлен на крошечное зеркало и расщепляется с помощью светоделителя. Если гипотеза Пенроуза верна, суперпозиция зеркала разрушится примерно за секунду, что позволит половине фотонов достичь детектора. Однако, поскольку этот эксперимент было бы довольно трудно организовать, вместо него была предложена наземная версия, использующая оптические полости для захвата фотонов.

## Реакция
Дэвид Дойч из Оксфордского центра квантовых вычислений отвергает интерпретацию Пенроуза как "основанную скорее на эстетике, чем на науке", поскольку никаких экспериментальных аномалий не наблюдалось, и поддерживает многомировую интерпретацию. Тем не менее, Пенроуз ответил, что если его предсказание верно, ни один эксперимент не проводился на уровне одного гравитона, где квантовая теория перегружена макроскопическими эффектами.